# Young as You Feel
Pour plus de détails, voir Fiche technique et Distribution.
Young as You Feel est une comédie américaine, réalisée par Frank Borzage, sortie en 1931.

## Fiche technique
- Titre original : Young as You Feel
- Réalisation : Frank Borzage
- Scénario : Edwin Burke, d'après la pièce Father and the Boys de George Ade
- Direction artistique : Jack Schulze
- Costumes : Sophie Wachner
- Photographie : Chester Lyons
- Son : George P. Costello
- Montage : Margaret Clancey
- Production : William Fox
- Société de production : Fox Film Corporation
- Société de distribution : Fox Film Corporation
- Pays de production :  États-Unis
- Langue : anglais
- Format : Noir et blanc - 35 mm - 1,37:1 -  Son Mono (Western Electric System)
- Genre : Comédie
- Durée : 78 minutes
- Date de sortie :
  - États-Unis : semaine du 7 août 1931 (Première à New-York)

## Distribution
- Will Rogers : Lemuel Morehouse
- Fifi D'Orsay : Fleurette
- Lucien Littlefield : Noah Marley
- Donald Dillaway : Billy Morehouse
- Terrance Ray : Tom Morehouse
- Lucile Browne : Dorothy Gregson
- Rosalie Roy : Rose Gregson
- Gregory Gaye : Pierre
- John T. Murray : Colonel Stanhope
- Brandon Hurst : Robbins
- Otto Hoffman : Secrétaire
- Marcia Harris : Mme Denton